# Canoë-kayak aux Jeux olympiques d'été de 1948
Navigation
Berlin 1936 Helsinki 1952
Résultats des épreuves de canoë-kayak aux Jeux olympiques d'été de 1948 à Londres.

## Tableau des médailles pour le canoë-kayak
| Rang | Pays            | Médaille d'or, Jeux olympiques | Médaille d'argent, Jeux olympiques | Médaille de bronze, Jeux olympiques | Total |
| 1    | Suède           | 4                              | 0                                  | 0                                   | 4     |
| 2    | Tchécoslovaquie | 3                              | 1                                  | 0                                   | 4     |
| 3    | Danemark        | 1                              | 2                                  | 0                                   | 3     |
| 3    | États-Unis      | 1                              | 2                                  | 0                                   | 3     |
| 5    | Finlande        | 0                              | 1                                  | 2                                   | 3     |
| 6    | Canada          | 0                              | 1                                  | 1                                   | 2     |
| 6    | Norvège         | 0                              | 1                                  | 1                                   | 2     |
| 8    | Pays-Bas        | 0                              | 1                                  | 0                                   | 1     |
| 9    | France          | 0                              | 0                                  | 4                                   | 4     |
| 10   | Autriche        | 0                              | 0                                  | 1                                   | 1     |

## Course en ligne

### 1 000 mètrescanoë monoplace hommes
| Médaille           | Nom             | Pays            |
| ------------------ | --------------- | --------------- |
| Médaille d'or      | Josef Holecek   | Tchécoslovaquie |
| Médaille d'argent  | Douglas Bennett | Canada          |
| Médaille de bronze | Robert Boutigny | France          |

### 10 000 mètrescanoë monoplace hommes
| Médaille           | Nom             | Pays            |
| ------------------ | --------------- | --------------- |
| Médaille d'or      | František Čapek | Tchécoslovaquie |
| Médaille d'argent  | Frank Havens    | États-Unis      |
| Médaille de bronze | Norman Lane     | Canada          |

### 1 000 mètrescanoë biplace hommes
| Médaille           | Noms                            | Pays            |
| ------------------ | ------------------------------- | --------------- |
| Médaille d'or      | Jan Brzák-Felix Bohumil Kudrna  | Tchécoslovaquie |
| Médaille d'argent  | Steven Lysak Stephen Macknowski | États-Unis      |
| Médaille de bronze | Georges Dransart Georges Gandil | France          |

### 10 000 mètrescanoë biplace hommes
| Médaille           | Noms                            | Pays            |
| ------------------ | ------------------------------- | --------------- |
| Médaille d'or      | Steven Lysak Stephen Macknowski | États-Unis      |
| Médaille d'argent  | Vaclav Havel Jiri Pecka         | Tchécoslovaquie |
| Médaille de bronze | Georges Dransart Georges Gandil | France          |

### 500 mètreskayak monoplace femmes
| Médaille           | Nom                         | Pays     |
| ------------------ | --------------------------- | -------- |
| Médaille d'or      | Karen Hoff                  | Danemark |
| Médaille d'argent  | Alida van der Anker-Doedens | Pays-Bas |
| Médaille de bronze | Friederike Schwingl         | Autriche |

### 1 000 mètreskayak monoplace hommes
| Médaille           | Nom              | Pays     |
| ------------------ | ---------------- | -------- |
| Médaille d'or      | Gert Fredriksson | Suède    |
| Médaille d'argent  | Johan Andersen   | Danemark |
| Médaille de bronze | Henri Eberhardt  | France   |

### 10 000 mètreskayak monoplace hommes
| Médaille           | Nom              | Pays     |
| ------------------ | ---------------- | -------- |
| Médaille d'or      | Gert Fredriksson | Suède    |
| Médaille d'argent  | Kurt Wires       | Finlande |
| Médaille de bronze | Eivind Skabo     | Norvège  |

### 1 000 mètreskayak biplace hommes
| Médaille           | Noms                             | Pays     |
| ------------------ | -------------------------------- | -------- |
| Médaille d'or      | Hans Berglund Lennart Klingström | Suède    |
| Médaille d'argent  | Ejvind Hansen Bernhard Jensen    | Danemark |
| Médaille de bronze | Thor Axelsson Nils Björklöf      | Finlande |

### 10 000 mètreskayak biplace hommes
| Médaille           | Noms                             | Pays     |
| ------------------ | -------------------------------- | -------- |
| Médaille d'or      | Gunnar Akerlund Hans Wetterström | Suède    |
| Médaille d'argent  | Ivar Mathisen Knut Østby         | Norvège  |
| Médaille de bronze | Thor Axelsson Nils Björklöf      | Finlande |